# Indiano

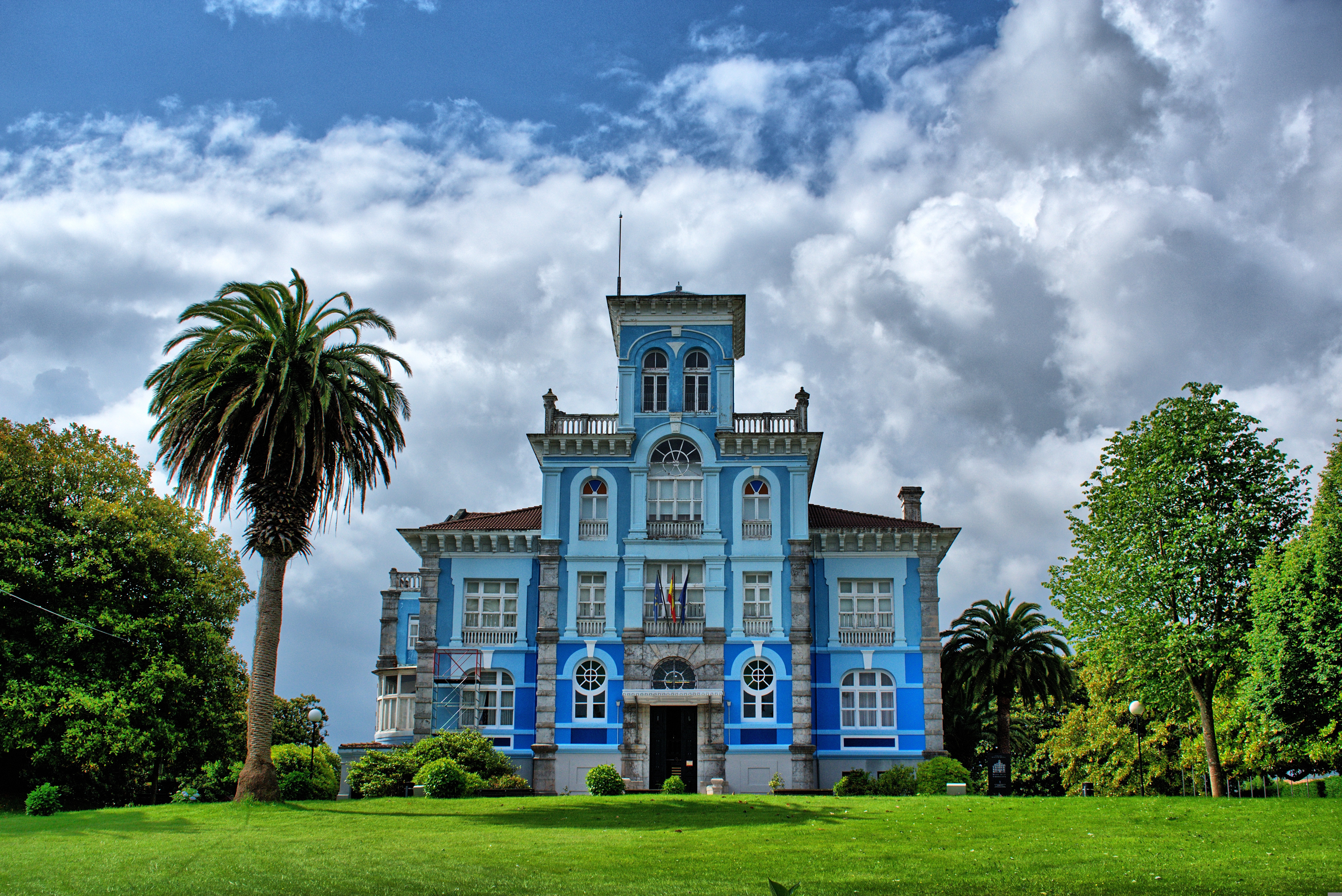
Auf dem Foto zu sehen ist die casa de indianos „La Quinta Guadalupe“ in Colombres, das 1906 vom asturischen Indiano Íñigo Noriega Lasso erbaut wurde. Heute befindet sich dort das museo de la emigración de Asturias; das Museum gehört zur Fundación Archivo de Indianos.

Als Indiano bzw. Indianos werden in Spanien jene Emigranten bezeichnet, die auf der Suche nach einem besseren Leben nach Amerika ausgewandert waren und mit dem dort erwirtschafteten Vermögen in ihre Heimatregionen zurückkehrten. Sie stammten vor allem aus den ländlichen Gegenden Spaniens, insbesondere aus den nördlichen Regionen Galizien, Asturien, Kantabrien und dem Baskenland, aber auch aus Katalonien, und suchten in Amerika ein besseres Leben.

## Geschichte
Die Auswanderung nach Amerika begann im 18. Jahrhundert und erreichte ihren Höhepunkt zum Ende des 19. Jahrhunderts, als Hunderttausende auswanderten. Die Wirtschaft Spaniens befand sich in einer sehr schweren Rezession, gepaart mit schweren politischen Unruhen. Die Auswanderer waren arm und mittellos, als sie nach Amerika kamen, wo sie sich anfangs in körperlich anstrengenden Berufen, mit schlechten Arbeitsbedingungen und niedrigen Löhnen, verdingen mussten, wie z. B. in der Landwirtschaft oder im Bergbau. Eines der Hauptziele der Auswanderer war Kuba, dessen Hauptstadt Havanna einen höheren Lebensstandard als Spanien hatte. Es gelang einigen, sich ein Vermögen aufzubauen. Manche kauften Land, gründeten Unternehmen oder investierten in Immobilien. Teilweise waren sie auch in den Sklavenhandel involviert. Einige kehrten mit ihrem Geld und erworbenem Wissen in ihre Heimatregionen zurück.
Zurück in Spanien, fielen diese „Neureichen“ auf: Sie trugen auffällige, da ortsfremde, Kleidung und Schmuck und bauten in ihren Heimatdörfern oft große, moderne und opulente Häuser, die casas de indianos (dt. Indianos-Häuser) genannt wurden und werden. Die Indianos kamen nicht in ihre Heimat zurück, um wie früher zu leben, sie hatten sich an ihren neuen Lebensstil gewöhnt und wollten ihren Erfolg zeigen. Neben den genannten Häusern bauten sie auch extravagante Familiengräber und Grabgewölbe (auf ihren Grundstücken).
Die Indianos hatten einen großen Einfluss auf die spanische Gesellschaft und trugen zur Entwicklung der spanischen Wirtschaft und Kultur bei. Auch Kuba war eine sehr kapitalistische Insel und diese marktwirtschaftlichen Ideen brachten die Indianos mit zurück nach Spanien: Sie investierten in die heimische Industrie und verhalfen dieser zum Aufstieg, sie bauten Schulen, Krankenhäuser oder Kinos und Tanzsäle, damit den (jungen) Menschen in der Region etwas geboten wurde und diese nicht abwanderten. Andererseits wurden die Indianos stark kritisiert, da diese „neureichen Rückkehrer“ die alte Gesellschaftsordnung „überwarfen“. Die Kritik ließ jedoch nach, nachdem der wirtschaftliche Erfolg durch deren Investitionen zum Vorschein kam.

## Einige bekannte Indianos
- Facundo Bacardí (1814–1886), Gründer der Firma Bacardi Limited
- Miguel Biada (1789–1848)
- Alfonso Daniel Rodríguez Castelao (1886–1950)
- Francisco Romero Robledo (1838–1906)